# ECW Barely Legal
Barely Legal fue el primer evento pago por visión de lucha libre profesional, producido por la promoción Extreme Championship Wrestling (ECW). Tuvo lugar el 13 de abril de 1997 desde el ECW Arena en Filadelfia, Pensilvania.

## Resultados
- Dark match: Louie Spicolli derrotó a Balls Mahoney
  - Spicolli cubrió a Mahoney.
- Dark match: J.T. Smith y Chris Chetti derrotaron a The FBI (Little Guido y Tommy Rich)
  - Chetti cubrió a Rich.
- The Eliminators (John Kronus y Perry Saturn) derrotaron a The Dudley Boyz (Buh Buh Ray y D-Von) ganando el Campeonato en Parejas de la ECW (6:11)
  - Saturn cubrió a Buh Buh después de un "Total Elimination".
- Rob Van Dam derrotó a Lance Storm (10:10)
  - Van Dam cubrió a Storm después de una "Vandaminator" y un "Diving Moonsault".
  - Van Dam reemplazó a Chris Candido en esta lucha, debido a que Candido estaba lesionado.
- The Great Sasuke, Gran Hamada y Masato Yakushiji derrotaron a bWo Japan (TAKA Michinoku, Terry Boy & Dick Togo) (16:55)
  - Sasuke cubrió a Michinoku después de un "Bridging Double Chickenwing Suplex".
  - Yakushiji reemplazó a Gran Naniwa, debido a una lesión de Naniwa.
  - bWo Japan (Kaientai DX en realidad) fue inspirada por la Blue World Order.
- Shane Douglas derrotó a Pitbull #2 reteniendo el Campeonato Mundial de la Televisión (20:43)
  - Douglas cubrió a #2 después de un "Belly-to-Belly Suplex".
- Taz derrotó a Sabu (17:49)
  - Taz ganó por nocaut mientras tenía a Sabu en la "Tazmission".
- Terry Funk derrotó a The Sandman y a Big Stevie Cool (w/Da Blue Guy, Hollywood Nova, Thomas Rodman & 7-11) en una Three-Way Dance (19:10)
  - Funk y Sandman cubrieron a Richards después de un "Doble Powerbomb".(15:43)
  - Funk cubrió a Sandman tras un "mounsault" ganando una oportunidad por el Campeonato Mundial Peso Pesado de la ECW (19:10)
- Terry Funk derrotó a Raven ganando el Campeonato Mundial Peso Pesado de la ECW (7:20)
  - Funk cubrió Raven tras un "roll-up".